# مواد استنشاقی
مواد استنشاقی شامل مواد شیمیایی گوناگونی است که به صورت گاز هستند یا به سرعت تبخیر می‌شوند. برخلاف سایر مواد مورد سوء مصرف که براساس تأثیری که بر سیستم اعصاب مرکزی می‌گذارند تقسیم‌بندی می‌شوند، این مواد برمبنای شیوه مصرف مشترکی که دارند دریک گروه جای گرفته‌اند. مواد استنشاقی براساس عملکرد دارو شناختی خود به سه دسته تقسیم می‌شوند: حلال‌های فرار، نیتروس اکسید و نیتریت‌ها. گروه اول یعنی حلال‌های فرار شایع‌ترین و متنوع‌ترین مواد استنشاقی مورد سوء مصرف هستند. انواع سوخت‌ها مانند بنزین، گازوئیل و گاز فندک (بوتان)، داروهای بیهوشی مانند اتر، چسب‌ها، انواع افشانه‌ها، رنگ‌های شیمیایی و… دراین گروه قرار می‌گیرند.
ازآنجا که تقریباً همه این مواد مورد استفاده در منازل و صنایع هستند خرید و فروش آن‌ها کاملاً قانونی است و به آسانی در دسترس همه از جمله افراد کم سن و سال قرار دارند.

## تقسیم‌بندی مواد استنشاقی

### حلال‌های فرار، سوخت‌ها و مواد بیهوش کننده

#### حلال‌ها
تولوئن، استون، متیلن کلراید، اتیل استات، تینر نقاشی، پاک کننده‌های رنگ و واکس، غلط گیر، لکه زداها، مواد محترقه و حلال‌هایی مانند بوتان و پروپان، افشانه رنگی، افشانه پاک کننده رایانه و لوازم الکترونیک، افشانه مو، خوشبوکننده‌های هوا، افشانه‌های محافظ پارچه و افشانه بی‌حس کننده

#### سوخت‌ها
گاز فندک با بو(بوتان و پروپان)، گازوئیل، بنزین، سوخت ماشین‌های مسابقه

#### بیهوش کننده‌ها
اتر، هالوتان، ان فلوران، اتیل کلراید

#### آلکیل نیتریت‌ها
پاک کننده‌های مخصوص نوار ویدئو، خوشبوکننده‌های اتاق، مطبوع کننده‌های هوا، بوتیل نیتریت، ایزوبوتیل نیتریت، پروپیل نیتریت
درواقع هرنوع هیدروکربن درصورتی که در حجم بالا استنشاق شود می‌تواند تغییرات ذهنی ایجاد کند. سوء مصرف مواد استنشاقی ممکن است از سنین پنج تا شش سالگی آغاز شود! اوج شیوع مصرف درسنین ۱۴تا۱۵ سالگی است. معمولاً مصرف این مواد درسنین ۱۷تا۱۹ سالگی کاهش می‌یابد اما ممکن است تا بزرگسالی ادامه یابد. از مواد استنشاقی به عنوان «داروهای دروازه‌ای» نیز نام برده می‌شود. داروهای دروازه‌ای موادی هستند که احتمال سوء مصرف و اعتیاد به مواد سنگین تر مانند کوکائین، هرویین، شیشه.. را افزایش می‌دهند. در تحقیقی که در سال ۲۰۰۸ درآمریکا انجام شد. مواد استنشاقی شایعترین مواد مورد سوء مصرف درمیان نوجوانان ۱۲تا۱۳سال بود و چسب، اسپری‌های رنگی و گازوئیل بیش از سایر ترکیبات مورد استفاده قرار داشت. شروع مصرف نیتروس اکسید و نیتریت بیشتر در سنین ۱۶تا ۱۷ سالگی بود. دراین مطالعه تفاوتی بین جنس زن ومرد درمصرف مواد استنشاقی بین سنین ۱۲تا ۱۷ سال وجود نداشت اما ادامه مصرف بین ۱۸و ۲۵ سالگی در مردان بیشتربود.
روش‌های مصرف: استنشاق از راه بینی(sniffing,snorting)، استنشاق از راه دهان (huffing) که ممکن است مستقیماً از ظرف حاوی ماده حلال باشد یا از طریق قراردادن پارچه آغشته به ماده روی دهان و بینی، استفاده از اسپری درداخل بینی یا دهان(spraying)، قراردادن کیسه پلاستیکی حاوی ماده بر روی دهان و بینی(bagging)

## تاریخچه
تاریخ مصرف مواد استنشاقی به ۱۴۰۰ سال قبل از میلاد مسیح می‌رسد. در آن زمان در یونان معبدی به نام پارناسوس وجود داشت که درآنجا راهبه‌ای به نام پیتیا پس از استشمام یک گاز (که به احتمال قوی اتیلن بوده‌است) اقدام به پیش‌بینی آینده و طالع بینی می‌کرد.
▪ نیتروس اکسید (N2O) که به نام گاز خنده معروف است در سال ۱۷۷۶ توسط دانشمند انگلیسی جوزف پریستلی کشف شد. پریستلی این گاز را از حرارت دادن آلومینیوم نیترات به دست آورد. در ۱۸۴۴ در آمریکا یک دانشجوی پزشکی به نام گاردنر کلوتون تصمیم به ارائه سخنرانی و نمایش اثرات شادی‌آور نیتروس اکسید گرفت. اولین نمایش با استقبال چشمگیری مواجه شد و کلوتون از این راه پول هنگفتی به دست آورد. دریکی از این جلسات دندانپزشکی به نام هوراس ولز حضور داشت. او به‌طور تصادفی متوجه شد یکی از شرکت کنندگانی که نیتروس اکسید استنشاق کرده بود بر اثر زمین‌خوردن پایش را برید اما در کمال تعجب هیچ دردی احساس نمی‌کرد. ولز روز بعد از همکارش خواست تا دندان عقلش را پس از استنشاق N2O درآورد. او درد ناشی از درآوردن دندانش را به اندازه درد یک سوزن توصیف کرد. بدین ترتیب هوراس ولز این «داروی بیهوشی» را کشف نمود.
▪ دی‌اتیل اتر اولین بار توسط مورها به اسپانیا وارد شد و شیمی‌دان اسپانیایی ریموندوس لیلیوس در سال ۱۲۷۵ خواص آن را از مورها فراگرفت. اتر مدت‌ها برای درمان انواع بیماری‌ها مانند سنگ کلیه و کیسه صفرا، دردهای زمان قاعدگی، گوش درد و دندان درد استفاده می‌شد. در ۱۸۴۸ ویلیام توماس گرین مورتون جراح بیمارستان عمومی ماساچوست با استفاده از اتر اقدام به درآوردن توده‌ای از گردن یک بیمار نمود. این روز در تاریخ پزشکی به نام «روز اتر» مشهور است.
▪ کلروفرم در۱۸۳۳ کشف شد و اثرات سمی آن قبل از استفاده عمومی به عنوان بیهوش‌کننده ثابت شد.
با شروع قرن بیستم انبوهی از مواد حلال وارد زندگی روزمره شد. اکثر این مواد فراورده‌های نفت هستند: چسب، گازوئیل، مایع فندک، تینر نقاشی، رنگ، لکه زداها، واکس، لاک ناخن، لعاب … مکانیسم اثر: اثرات فوری حلال‌های فرار و نیتروس اکساید شبیه مراحل اولیه بیهوشی است. شخص مصرف‌کننده ابتدا تحریک می‌شود، به دنبال آن مهارگسیختگی و رفتارهای تکانشی ظاهر می‌شود. اختلال تکلم وراه رفتن، سرخوشی که به صورت شایع با توهم همراه است و به دنبال آن گیجی و خواب آلودگی و به ندرت «کما» ایجاد می‌شود. تحریک غشاهای مخاطی به صورت آبریزش بینی، خونریزی از بینی، افزایش ترشح بزاق، عطسه، سرفه ظاهر می‌شود. اثرات داروشناختی نیتریت‌ها با دوگروه دیگر متفاوت است. به جای تأثیر مستقیم بر سیستم اعصاب مرکزی، نیتریت‌ها از طریق گشاد کردن عروق و شل کردن عضلات اثرات خود را اعمال می‌کنند. احساس شناور شدن، افزایش تحریک پذیری پوستی و گرم شدن ۱۰ ثانیه پس از مصرف ایجاد می‌شود و در عرض ۵ دقیقه از بین می‌رود. افزایش ضربان قلب، گرگرفتگی، تاری دید، سردرد، احساس سبکی در سر، افت فشار و سنکوپ از عوارض استنشاق نیتریت‌ها هستند. این مواد به منظور افزایش لذت جنسی مورد سوء مصرف قرار می‌گیرند.

### عوارض و مرگ و میر
مهم‌ترین عارضه مواد استنشاقی آسیب مغزی به صورت دمانس (زوال عقل) و اختلال عملکرد مخچه می‌باشد. به صورت معمول افت عملکرد شناختی (حافظه، توجه، تصمیم‌گیری، حل مسئله…)، اختلال در راه رفتن و کاهش هماهنگی حرکات وجود دارد. مطالعات تصویربرداری کاهش توده مغزی و ماده سفید مغز را نشان داده‌است. آسیب اعصاب محیطی، کَری، اسیدوز متابولیک، آسیب جنین و آسیب ریه از دیگر عوارض این مواد هستند، و با احتمال کمتر اختلالات عضلات قلبی، هپاتیت، کاهش دقت بینایی، کم خونی و سرطان خون. معمولاً به دنبال قطع مصرف بسیاری عوارض بهبود می‌یابند اما در مقایسه با سایر ارگان‌ها، سیستم عصبی توانایی ترمیم کمتری دارد. نیتروس اکسید موجب اختلال حافظه کوتاه مدت و آسیب اعصاب محیطی می‌شود. کم خونی و کاهش تعداد گلبول‌های سفید از دیگر عوارض آن هستند. از آنجا که نیترتیت‌ها به منظور تقویت لذت جنسی مصرف می‌شوند با افزایش ریسک رفتارهای پرخطر جنسی و بیماری‌های منتقل شونده از طریق تماس جنسی همراهند. مرگ ناگهانی ناشی از استنشاق (Sudden Sniffing Death) ممکن است هنگام مصرف یا در عرض چند ساعت پس از آن اتفاق افتد. این عارضه غیرقابل درمان و پیشگیری است و تشخیص آن در کالبد شکافی پس از مرگ امکان‌پذیر نیست. مرگ به دلایل مختلف دیگر نیز اتفاق می‌افتد. خفگی، وارد شدن جسم خارجی به راه‌های هوایی و رفتارهای پرخطر. خفگی به هنگام استنشاق مواد از درون کیسه‌ای که روی دهان و بینی گذاشته می‌شود، درصورت کاهش سطح هوشیاری اتفاق می‌افتد. مرگ ناشی از ورود جسم خارجی به راه‌های هوایی همانند الکل و سایر تضعیف کننده‌های سیستم عصبی مرکزی به علت کاهش سطح هوشیاری و اختلال واکنش‌های محافظتی راه‌های هوایی رخ می‌دهد. مهارگسیختگی ناشی از استنشاق این مواد ممکن است منجربه بروز رفتارهای پرخطری چون سقوط از بلندی، غرق شدن و رانندگی خطرناک شود. از آنجا که اکثر این مواد قابل اشتعال هستند ممکن است سوختگی بر اثر ایجاد آتش‌سوزی رخ دهد.

### اختلالات روانپزشکی
اختلالات مصرف شامل سوءمصرف و وابستگی به مواد استنشاقی می‌باشد و اختلالات ناشی ازمصرف شامل نشئگی، دلیریوم، دمانس پایدار، اختلال پسیکوتیک، اختلال اضطراب و اختلالات خلقی.

### سوء مصرف و وابستگی
تظاهر اساسی سوء مصرف مواد استنشاقی مصرف مکرر است که باعث عواقب نامطلوب یا خطرات جسمی می‌شود. وابستگی با مصرف مکرر منجر به عوارض جسمی و اجتماعی، ازدست دادن کنترل مصرف یا ایجاد تحمل و علائم ترک (اختلال خواب، تحریک پذیری، لرز، تپش قلب، تعریق، تهوع، خطای ادراک، توهم و هذیان) مشخص می‌شود.

### نشئگی
علائم نشئگی ناشی ازمصرف مواد استنشاقی عبارت است از: گیجی، نیستاگموس، اختلال هماهنگی حرکات، تکلم بریده بریده، کندی روانی حرکتی، اختلال بینایی، ترمور، ضعف عمومی عضلات، سرخوشی، کاهش سطح هوشیاری و کما. نشئگی مواد استنشاقی به علت سوخت و ساز و دفع سریع کوتاه است (چند ساعت) و به سرعت برطرف می‌شود.

## خطرات

### حاد

#### مستقیم
سندرم مرگ ناشی از استنشاق (فوری یا دیررس)، مت هموگلوبینمی

#### غیرمستقیم
خفگی، ورود جسم خارجی به راه‌های هوایی، سوانح، غرق شدگی، آتش‌سوزی و غیره

### تأخیری
- کاردیومیوپاتی (آسیب عضله قلبی) آسیب سیستم اعصاب مرکزی: زوال عقل، اختلال ساقه مغز
- هماتولوژیک: کم خونی آپلاستیک، لوکمی
- سرطان کبد
- درگیری کلیه: نفریت، نفروز، نکروز توبولر
- زوال عقل: اختلال حافظه همراه با حداقل یکی از علائم آفازی (از دست دادن تکلم)، آگنوزی (عدم تشخیص اشیاء)، آپراکسی (ازدست دادن قدرت استفاده از اشیا) و اختلال انجام عملیات چند مرحله‌ای. در موارد زوال عقل باید سابقه ضربه به سر و وابستگی به الکل را نیز به عنوان تشخیص افتراقی مد نظر داشت.
- اختلال پسیکوتیک: توهم (معمولاً بینایی) و هذیان از تظاهرات اصلی این اختلال هستند که ظرف یک ماه پس از نشئگی یاترک ایجاد می‌شوند.
- اختلال اضطراب: تظاهرات اصلی شامل اضطراب، حملات ترس، وسواس است که درعرض یک ماه پس ازمصرف ایجاد می‌شود.
- اختلال خُلق: تغییرات بارز و پایدار در خلق به دو صورت ظاهر می‌شود:۱- خلق پایین همراه با کاهش مشخص علاقه‌مندی‌ها، لذات و فعالیت‌های روزمره زندگی۲- خلق بالا و تحریک پذیر. اقدام به خودکشی ارتباط قوی با مصرف مواد استنشاقی دارد.[۱]

درصورت یافتن مواد قابل استنشاق یا ظروف آن که درمکان‌های غیرمعمول مخفی شده‌اند باید به سوء مصرف شک کرد. نشانه‌های رفتاری که ممکن است در نوجوانان ایجاد شوند عبارتند از: بی‌تفاوتی، خستگی، بی اشتهایی، تغییر ناگهانی دوستان و فعالیت‌ها و افت شدید تحصیلی. مصرف طولانی و سنگین با تظاهراتی چون بهداشت ضعیف، خستگی، ازدست دادن وزن، گرفتگی بینی، خونریزی بینی، قرمزی چشم ها و زخم اطراف دهان و بینی مشخص می‌شود. عوارض عصبی مصرف مزمن به صورت گیجی، تمرکز ضعیف، افسردگی، تحریک پذیری و بدبینی ظاهر می‌شود.
نشانه‌های واضح مصرف شامل استشمام بوی مواد از دهان و بینی یا لباس، زخم‌های اطراف دهان (ushrhuffer´s) و ضایعات پوستی شبیه اگزما می‌باشد.

### عوارض عصبی شناختی
استنشاق مواد حاوی تولوئن باعث اختلال یادگیری، نقص در حافظه دیداری (memoryvisual)، افت عملکرد در آزمون‌های سنجش هوش (تست هوش وکسلر) و اختلال در اجرای عملیات چندمرحله‌ای (function executive) می‌شود. استنشاق بنزین و گازوئیل باعث اختلال در عملکرد مخچه که به صورت نقص در راه رفتن و انجام حرکات ظریف ظاهر می‌شود، و همچنین اختلال حافظه و تمرکز می‌شود.

#### انسفالوپاتی
برخی از عفونت‌های ویروسی یا باکتریایی و مواد شیمیایی با تأثیر مستقیم بر سلول‌های مغزی باعث انسفالوپاتی می‌شوند. استنشاق بنزین دارای سرب می‌تواند منجر به این عارضه گردد. کاهش سطح هوشیاری، اختلال در راه رفتن (ataxiaitag)، لرزش دست (tremor)، حرکات رقص گونه (chorea)، حرکات رفت و برگشتی چشم (nystagmus)، رفلکس‌های وتری غیرطبیعی (reflex palmomental ˏ reflex pdeebrisk) اختلال توجه، کاهش حافظه، نقائص حرکتی، تشنج و کما علائم انسفالوپاتی ناشی از سرب هستند و نشان دهنده آسیب لوب پیشانی، مخچه و ساقه مغز می‌باشند. بیماران به صورت اورژانسی بستری می‌شوند و عموماً نیاز به مراقبت ویژه (ICU) پیدا می‌کنند. درصورت درمان موفق علائم حاد بر طرف می‌شوند اما آتاکسی، نیستاگموس و رفلکس‌های وتری غیرطبیعی ممکن است باقی بمانند. استنشاق سوخت‌های حاوی سرب حتی درصورت عدم ایجاد انسفالوپاتی می‌تواند باعث ترمور، رفلکس‌های وتری غیرطبیعی و اختلال در حافظه، یادگیری و توجه شود. عوارض عصبی شناختی مدتی پس از قطع مصرف (حدود۲سال) به‌طور نسبی یا کامل بهبود می‌یابند. سن بالا، سابقه مصرف طولانی مدت و عوارض شدید میزان بهبودی را کاهش می‌دهند. سابقه انسفالوپاتی و سطح بالای سرب درخون با عوارض عصب شناختی شدیدتر همراهند.